# Осис, Гунтис
Гунтис Осис (латыш. Guntis Osis, 30 октября 1962, Талси, Курземе) — советский латышский бобслеист, разгоняющий, выступавший за сборную СССР в конце 1980-х годов. Бронзовый призёр зимних Олимпийских игр 1988 года в Калгари, отчисленный из команды за применение запрещённых веществ.

## Биография
Гунтис Осис родился 30 октября 1962 года в городе Талси, область Курземе. Выступать в бобслее на профессиональном уровне начал в середине 1980-х годов и с самого начала стал показывать неплохие результаты, попал в качестве разгоняющего в национальную команду СССР. В 1987 году взял бронзу зачёта четвёрок на чемпионате Советского Союза, в том же году выиграл в программе двоек на чемпионате Латвии.
Основные успехи в карьере Осиса связаны с партнёром-пилотом Янисом Кипурсом, вместе они приняли участие в нескольких европейских и мировых первенствах, а в 1988 году в одной команде с разгоняющими Юрисом Тоне и Владимиром Козловым поехали защищать честь страны на Олимпийские игры в Калгари, где завоевали бронзовые медали в программе четырёхместных экипажей. Спортивная карьера началась для Осиса весьма стремительно, однако уже в 1989 году его сроком на два года отчисли из сборной за использование допинга, поэтому вскоре он принял решение уйти из бобслея. Сейчас вместе с бывшим партнёром по команде, Кипурсом, занимается в Латвии строительным бизнесом.